# PFC Marek Dupnitsa

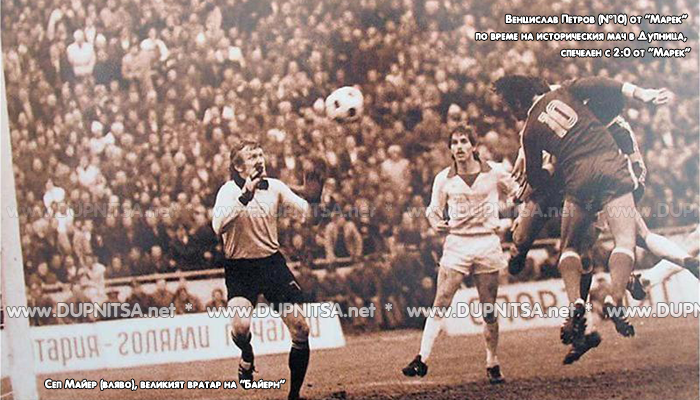
Marek 2 - Bayern Munich 0

El PFC Marek Dupnitsa es un equipo de fútbol de Bulgaria que milita en la B PFG, la segunda liga de fútbol más importante del país.

## Historia
Fue fundado en el año 1919 en la ciudad de Dupnitsa con el nombre Slavia Stanke Dimitrov en honor al héroe comunista Stefan "Stanke" Dimitrov, hasta 1947, cuando se fusionó con 3 equipos de la ciudad: Atletic, ZHSK y Levski y se rebautizó al equipo como Marek; equipos que en 1923 formaron la Liga de Fútbol del Suroeste y cada equipo contaba con su propio estadio.
Fue uno de los equipo que fundaron la Liga Profesional de Bulgaria en 1948/49, pero descendieron a la temporada siguiente. Su etapa más exitosa sucedió entre 1970/80, cuando ganó la Copa de la Armada Soviética venciendo al favorito CSKA Sofia. Nunca ha sido campeón de Liga.
A nivel internacional ha participado en 5 torneos continentales, donde su mejor participación ha sido en la Copa Intertoto del año 2003, avanzando hasta la Tercera Ronda.

## Palmarés
- B PFG: 1

2013/14
- Copa de Bulgaria: 1

1978

## Participación en competiciones de la UEFA
| Temporada | Torneo                | Ronda | Club          | Casa | Visita | Global |
| --------- | --------------------- | ----- | ------------- | ---- | ------ | ------ |
| 1977/78   | Copa UEFA             | 1     | Ferencváros   | 3–0  | 0–2    | 3–2    |
| 1977/78   | Copa UEFA             | 2     | Bayern Munich | 2–0  | 0–3    | 2–3    |
| 1978/79   | UEFA Cup Winners' Cup | 1     | Aberdeen FC   | 3–2  | 0–3    | 3–5    |
| 2003      | Copa Intertoto        | 1     | Caersws FC    | 2-0  | 1-1    | 3-1    |
| 2003      | Copa Intertoto        | 2     | FC Ashdod     | 1-1  | 1-0    | 2-1    |
| 2003      | Copa Intertoto        | 3     | Slaven Belupo | 0-3  | 1-3    | 1-6    |
| 2004      | Copa Intertoto        | 1     | Videoton      | 2-2  | 1-1    | 3-3    |
| 2004      | Copa Intertoto        | 2     | VfL Wolfsburg | 1-1  | 0-2    | 1-3    |
| 2005      | Copa Intertoto        | 1     | FC Dila Gori  | 0-0  | 4-2    | 4-2    |
| 2005      | Copa Intertoto        | 2     | KRC Genk      | 2-1  | 0-0    | 2-1    |

## Jugadores destacados
| - Dimitar Isakov - Sasho Pargov - Kiril Milanov - Georgi Sapinev - Stoyan Stoyanov - Asen Tomov - Ventsislav Petrov - Nikolay Krastev - Dimitre Dimitrov - Ivaylo Pargov | - Yanek Kyuchukov - Anzhelo Kyuchukov - Velizar Dimitrov - Krum Bibishkov - Enyo Krastovchev - Armen Ambartsumyan - Amiran Mujiri - Sašo Lazarevski - Vladimir Đilas |